# Alcuéscar
Alcuéscar ist eine Kleinstadt und eine Gemeinde (municipio) mit 2.454 Einwohnern (Stand: 2024) im Südwesten Spaniens in der Provinz Cáceres in der Autonomen Region Extremadura. Das historische Ortszentrum wurde als Kulturgut (Bien de Interés Cultural) in der Kategorie Conjunto histórico-artístico anerkannt.

## Lage
Alcuéscar liegt in einer Höhe von etwa 485 Metern ü. d. M. gut 40 km (Fahrtstrecke) südlich von Cáceres; die Stadt Mérida befindet sich weitere 35 km südlich. Die höchste Erhebung auf dem Gemeindegebiet ist der Peña del Buitre mit 710 m. Das Klima im Winter ist kühl, im Sommer dagegen warm bis heiß; die eher geringen Niederschlagsmengen (ca. 535 mm/Jahr) fallen – mit Ausnahme der nahezu regenlosen Sommermonate – verteilt übers ganze Jahr.

## Bevölkerungsentwicklung
| Jahr      | 1857  | 1900  | 1950  | 2000  | 2016  | 2022  |
| Einwohner | 2.422 | 3.087 | 4.205 | 3.131 | 2.727 | 2.470 |

Der deutliche Bevölkerungsrückgang in der zweiten Hälfte des 20. Jahrhunderts ist im Wesentlichen auf die Mechanisierung der Landwirtschaft und den damit einhergehenden Verlust an Arbeitsplätzen zurückzuführen.

## Wirtschaft
In der Gegend um Mérida wird seit der Römerzeit Wein- und Olivenanbau betrieben. Der Anbau von Weizen und anderen Feldfrüchten diente früher vorwiegend der Selbstversorgung; daneben gibt es viele unbearbeitete Flächen aufgrund des Wassermangels.

## Geschichte
Trotz der Nähe zu Mérida (Emerita Augusta) wurden auf dem Gebiet der Gemeinde bislang nur wenige römische Spuren entdeckt. Die unweit des Ortes gelegene Kirche Santa Lucía del Trampal stammt wohl noch aus westgotischer Zeit (um 700). Kurz danach eroberten die islamisch-maurischen Heere das Land. Obwohl eindeutige Beweise (Urkunden etc.) fehlen, wird die Gründung des Ortes durch mozarabische Christen in das Jahr 830 gelegt. Im Jahr 881 wagte Alfons III. von Asturien einen Vorstoß in das Gebiet, musste sich jedoch aufgrund intensiver Gegenwehr wieder zurückziehen. Erst nach der Schlacht bei Las Navas de Tolosa fiel das Gebiet endgültig in christliche Hände. Seine vollständige Rechristianisierung dauerte letztlich bis in die Zeit der Katholischen Könige (um 1500). Im Stadtarchiv findet sich ein Dokument aus dem Jahr 1602, in welchem Alcuéscar die Stadtrechte zugesprochen werden.

## Sehenswürdigkeiten
- Die Pfarrkirche Nuestra Señora de la Asunción ist ein einschiffiger steinsichtiger Bau des 16. und 17. Jahrhunderts. Bemerkenswert ist das renaissancezeitliche Portal auf der Südseite, das von zwei mächtigen Strebepfeilern gerahmt wird. Das 35 m lange, 11 m breite und 12 m hohe Kirchenschiff ist von einem Tonnengewölbe mit Stichkappen bedeckt; in der Apsis befindet sich ein imposanter Barockaltar.[6]
- Im Ort befinden sich mehrere herrschaftliche Häuser mit Wappenschilden (casas señoriales), die in der Mehrzahl wohlhabenden Großgrundbesitzern gehörten. Die Casa de la Encomienda dagegen stand im Eigentum des Santiagoordens.

Umgebung

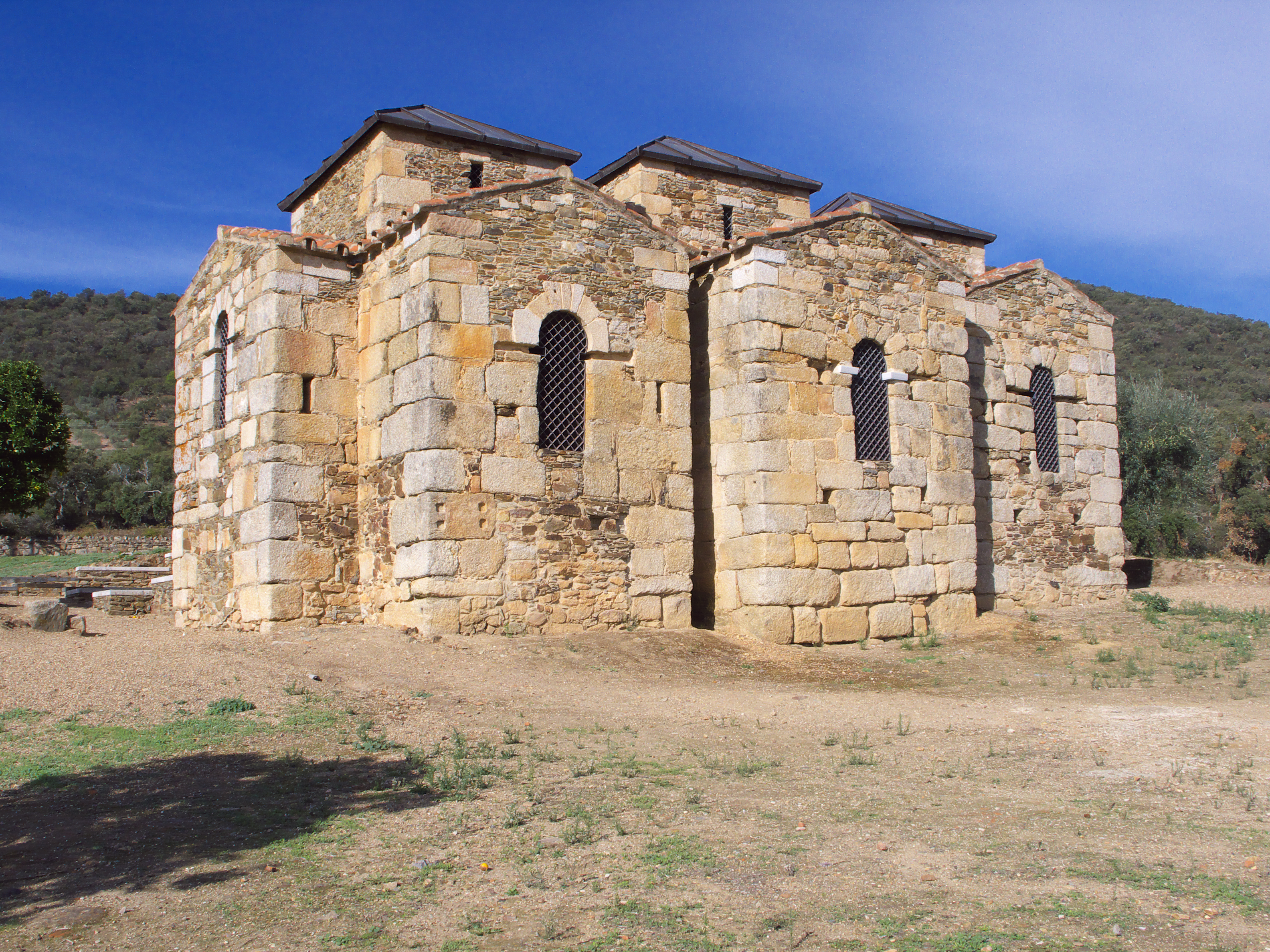
Santa Lucía del Trampal, Blick auf die drei Apsiden und die Türme oberhalb der Vierungen

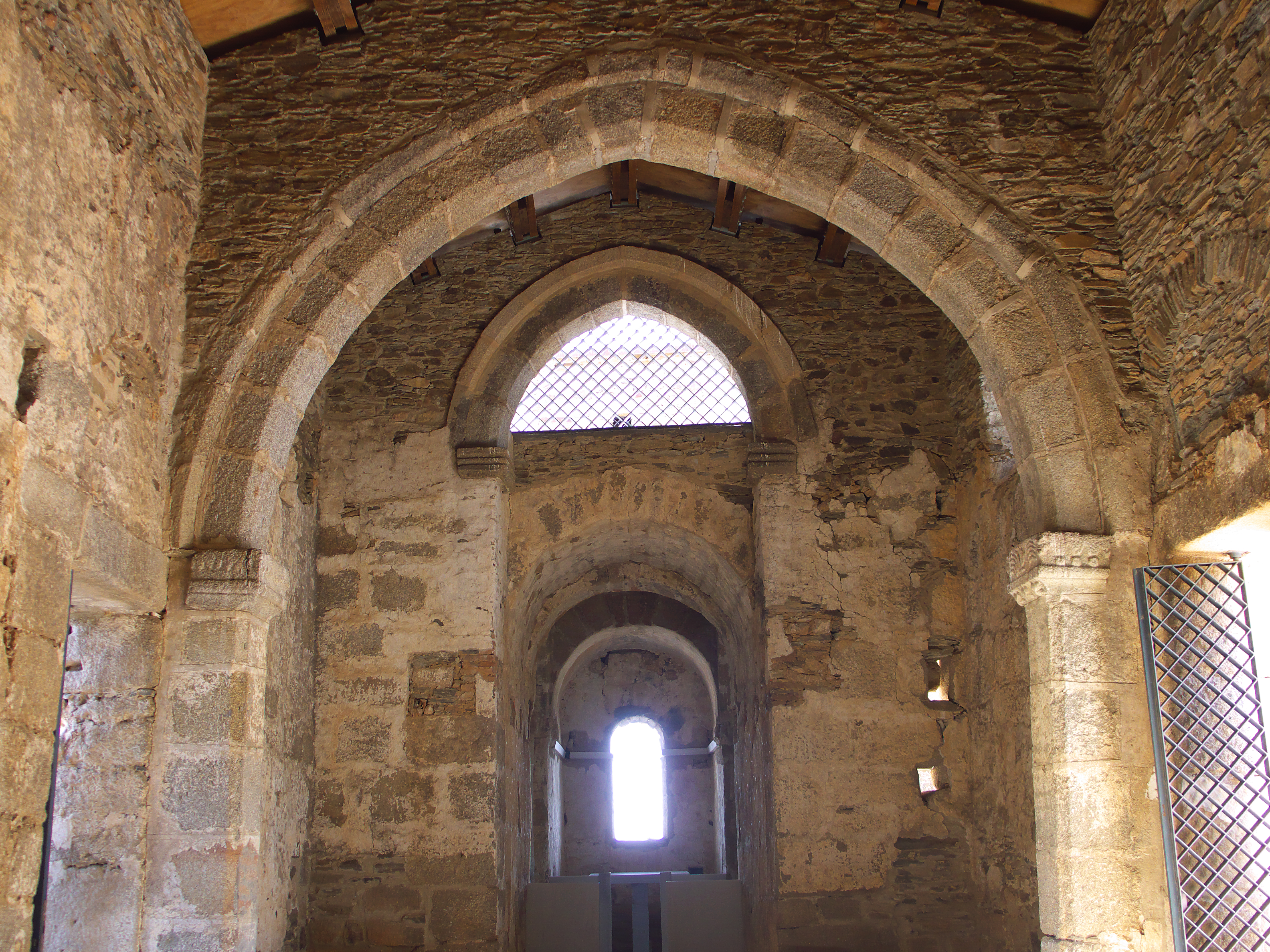
Santa Lucía del Trampal, Langhaus mit Blick in die mittlere Apsis

- Gut drei Kilometer südlich des Ortes steht die aus exakt behauenen – wahrscheinlich von einem nahegelegenen römischen Tempel stammenden – Steinen gefügte und nicht zuletzt deshalb gut erhaltene Kirche Santa Lucía del Trampal, die trotz des Fehlens von ausgeprägten Hufeisenbögen der westgotischen Architektur zugerechnet wird. Das einschiffige – aus Bruchsteinen gemauerte – Langhaus der Kirche wurde im 15. Jahrhundert in einfachen gotischen Formen erneuert und mit einem hölzernen Satteldach gedeckt, welches auf Schwibbögen ruht. Daran schließt sich das aus westgotischer Zeit stammende Querhaus an, an welches im Osten drei voneinander getrennte Apsiden mit flachem Schluss angefügt wurden.